# Xot carablanc meridional
El xot carablanc meridional (Ptilopsis granti) és una espècie d'ocell de la família dels estrígids (Strigidae). Habita habita les sabanes d'Àfrica Subsahariana, principalment al sud de l'equador. El seu estat de conservació es considera de risc mínim.